# Kamnik község
Kamnik község (szlovén nyelven Občina Kamnik) Szlovénia 212 alapfokú közigazgatási egységének, azaz községének egyike a Közép-Szlovénia statisztikai régióban. Adminisztratív központja Kamnik város.

## A községhez tartozó települések
A községhez Kamnik székhelyen kívül a következő települések tartoznak:
- Bela
- Bela Peč
- Bistričica
- Brezje nad Kamnikom
- Briše
- Buč
- Češnjice v Tuhinju
- Cirkuše v Tuhinju
- Črna pri Kamniku
- Črni Vrh v Tuhinju
- Gabrovnica
- Godič
- Golice
- Gozd
- Gradišče v Tuhinju
- Hrib pri Kamniku
- Hruševka
- Jeranovo
- Kališe
- Kamniška Bistrica
- Klemenčevo
- Kostanj
- Košiše
- Kregarjevo
- Krivčevo
- Kršič
- Laniše
- Laseno
- Laze v Tuhinju
- Liplje
- Loke v Tuhinju
- Mali Hrib
- Mali Rakitovec
- Markovo
- Mekinje
- Motnik
- Nevlje
- Okrog pri Motniku
- Okroglo
- Oševek
- Pirševo
- Podbreg
- Podgorje
- Podhruška
- Podjelše
- Podlom
- Podstudenec
- Poljana
- Poreber
- Potok
- Potok v Črni
- Praproče v Tuhinju
- Pšajnovica
- Ravne pri Šmartnem
- Rožično
- Rudnik pri Radomljah
- Sela pri Kamniku
- Sidol
- Šmarca
- Šmartno v Tuhinju
- Smrečje v Črni
- Snovik
- Soteska
- Sovinja Peč
- Špitalič
- Spodnje Palovče
- Spodnje Stranje
- Srednja Vas pri Kamniku
- Stahovica
- Stara Sela
- Stebljevek
- Stolnik
- Studenca
- Trebelno pri Palovčah
- Trobelno
- Tučna
- Tunjice
- Tunjiška Mlaka
- Vaseno
- Velika Lašna
- Velika Planina
- Veliki Hrib
- Veliki Rakitovec
- Vir pri Nevljah
- Vodice nad Kamnikom
- Volčji Potok
- Vranja Peč
- Vrhpolje pri Kamniku
- Žaga
- Zagorica nad Kamnikom
- Zajasovnik
- Zakal
- Zavrh pri Črnivcu
- Zduša
- Zgornje Palovče
- Zgornje Stranje
- Zgornji Motnik
- Zgornji Tuhinj
- Znojile
- Žubejevo
- Županje Njive

## Népesség
| Lakosok száma | 28 606 | 28 859 | 29 027 | 29 246 | 29 273 | 29 394 | 29 407 | 29 458 | 29 847 | 29 933 |
|               | 2008   | 2009   | 2011   | 2012   | 2013   | 2015   | 2016   | 2017   | 2019   | 2020   |